# Bernard Cabiro
Bernard Cabiro, né le 7 août 1922 à Mont-de-Marsan et mort le 31 juillet 1993 à Bordeaux, est un militaire français, grand officier de la Légion d'honneur.
Il est l'un des premiers cadres parachutistes de la Légion étrangère et son parcours, de lycéen résistant à officier parachutiste, commencé en prison et achevé en prison, est représentatif de sa génération d'officiers.
Étudiant, il se destine au commissariat à la marine marchande, mais la Seconde guerre mondiale en décide autrement. Aidé par un réseau d'évasion, il passe la frontière espagnole en juillet 1943 pour rejoindre l'Afrique française du Nord. Après un bref emprisonnement en Espagne, il rejoint le Maroc où il s'engage pour la durée de la guerre au 8e régiment de tirailleurs Marocains (8e RTM). 
À la fin de la guerre en Europe, il est envoyé en Indochine en 1946. Dès lors, devenu officier, il combat en Indochine puis en Algérie et ne quitte l'armée qu'en 1961, jugé par le Haut Tribunal militaire pour avoir pris part au putsch d'Alger en avril. 

## Biographie

### Carrière militaire

#### Seconde Guerre mondiale
Bernard Cabiro est élève au lycée de Mont de Marsan lorsque les troupes allemandes s'y installent. Après des actes de résistance isolée dès juin 1940 et deux tentatives infructueuses pour rejoindre Londres, il s'inscrit à Paris en faculté de droit. Au début de l'année 1943, il parvient à entrer en contact avec le réseau Alliance[réf. nécessaire] qui lui fait passer clandestinement la frontière espagnole au mois de mai, muni d'une carte d'identité le rajeunissant de deux ans. Elle lui évite ainsi d'être interné au camp de Miranda et il ne reste que quelques semaines en prison en Espagne.
Libéré, il est acheminé sur Casablanca, où il s’engage pour la durée de la guerre au 8e RTM. Il débarque à Naples avec le corps expéditionnaire français du général Alphonse Juin en novembre 1943 et combat en Italie jusqu'en juillet 1944, participant à l'ensemble des opérations : combats d'hiver dans les Abruzzes et sur la ligne Gustav ; bataille du Garigliano ; poursuite sur Rome puis sur Sienne. À trois reprises, il refuse de suivre la formation d'officier à laquelle son niveau d'études lui donne accès, afin de ne pas quitter les combats et de participer à la libération de la France (la formation accélérée des cadres pendant la guerre dure six mois). Promu caporal chef, il est deux fois cité en Italie, dont une à l’ordre du corps d’armée.  
Le 9 septembre 1944, il débarque en Provence avec son régiment. Blessé en décembre au cours de la libération de Thann, il est évacué. Il accepte alors de suivre la formation de cadre et d'être dirigé sur l’école d'officiers de Cherchell qui remplace Saint-Cyr.

#### Guerre d'Indochine
Sorti de l'école d'officiers de Cherchell en tant que réserviste avec le grade d'aspirant, et lié par son contrat d'engagement pour la durée de la guerre, Bernard Cabiro part pour l'Indochine. Devenu officier d'active peu après, il y effectue trois séjours, à la Légion étrangère.

##### Premier séjour (1946 - 1948)
À la sortie de l’école, il choisit la Légion étrangère. Il y est affecté au régiment de marche en cours de formation pour être dirigé sur l’Indochine afin de combattre les Japonais. Nommé sous-lieutenant de réserve en décembre 1945, il débarque à Saigon avec son régiment - devenu 2e REI - le 6 février 1946. 
Le régiment est d'abord employé à la pacification de la zone côtière du Sud Annam. Chef de section, Bernard Cabiro y mérite deux citations. Puis le I/2e REI embarque à destination de Haïphong. Il y débarque quelques jours avant l'attaque générale du 19 décembre 1946, par laquelle le Vietminh isole et assiège toutes les garnisons du Tonkin. La première mission est de rétablir les communications reliant Haïphong à Hanoi, en détruisant les positions du Vietminh installées en bouchon sur la voie ferrée et sur la route. Les 24 et 25 décembre, après avoir repris An Thai, Bernard Cabiro contribue à la reprise de Hai Duong en déverrouillant le barrage de jonques qui interdit l'accès par le fleuve. Jusqu'au mois d'avril 1947, il participe aux opérations de reprise de contrôle du Delta. 
Au cours des mois suivants, en tant que chef de poste, il repousse plusieurs attaques importantes, notamment en septembre 1947, au poste de Dong Phu, et en mars 1948, à Gia Loc. Trois jours après cette attaque, chargé d'une ouverture de route, il saute sur une mine. Le visage criblé d’éclats il est admis à l’hôpital Lanessan à Hanoi où il reste aveugle pendant quinze jours. Il est nommé au grade de chevalier de la Légion d’honneur pour services de guerre exceptionnels, le 1er avril 1948, jour de sa sortie de l’hôpital.

##### Deuxième séjour (1949 - 1951)
Bernard Cabiro fait partie des officiers qui ont façonné les unités parachutistes de la Légion. L’année 1948 voit en effet la création des premières unités parachutistes à la Légion. Le 2e BEP, pour lequel il se porte volontaire, est d’un recrutement très jeune, comprenant peu de combattants de la 2e Guerre mondiale, et compte une proportion inhabituelle d’officiers et sous-officiers venant d’unités non légionnaires. Il s’agit donc de créer une unité d’un type nouveau, avec du sang neuf, tout en lui insufflant un esprit Légion. 
Débarqué à Saïgon en février 1949, le bataillon est éclaté entre le Cambodge, l’Annam et la Cochinchine. Cet éclatement laisse une grande autonomie d’action aux commandants de compagnie. Bernard Cabiro obtient rapidement le commandement de la 2e compagnie et multiplie les opérations, principalement en Annam : secours de postes attaqués, évacuations sanitaires, opérations combinées contre le régiment 95. 
Le 1er avril 1950, à la fin d’une opération d’envergure, entendant des bruits de combat, il prend l’initiative de rallier sous son commandement plusieurs unités et se porte au secours d’une compagnie tombée dans une embuscade et en très mauvaise posture. Bousculant une forte unité vietminh dans le village de Ba Cum (secteur de Tra Vinh en Cochinchine), il sauve la compagnie attaquée et inflige de lourdes pertes à l’ennemi, récupérant son armement et surtout des documents très complets relatifs à l’organisation vietminh à Saïgon. À la suite de cette action, la 2e compagnie du 2e BEP est citée à l’ordre de l’armée, distinction exceptionnelle à l’échelon d’une compagnie, et Bernard Cabiro est élevé au grade d’officier de la Légion d’honneur, distinction exceptionnelle également pour un lieutenant de 27 ans.
En septembre 1950, le bataillon est appelé au Tonkin pour protéger l'évacuation de la frontière chinoise. Bernard Cabiro participe au repli d’unités marocaines et thaïes au cours d’un raid sur Sin Ma Kay puis Lao Kay. Rentré à Hanoï pendant la bataille de la RC 4, le 2e BEP y constitue la seule unité parachutiste de réserve du commandement. Bernard Cabiro est nommé capitaine en janvier 1951 et quitte l’Indochine au mois de mars.

##### Troisième séjour (1953 - 1954)
À la fin de son congé de fin de campagne, il rejoint le 3e BEP à Sétif, le 31 août 1951. Il reçoit le commandement de la compagnie d’instruction avec laquelle il séjourne quatre mois en Tunisie pour participer au maintien de l’ordre.
Il est détaché ensuite en qualité de chef d’état major auprès du colonel commandant le secteur Batna Aurès. Ce secteur est agité de mouvements suspects qui sont le fait de quelques individus qui tiennent le maquis et forment le noyau de ce qui deviendra peu après le FLN.
Volontaire pour un 3e séjour en Extrême-Orient, le capitaine Cabiro est affecté au 1er BEP  en juin 1953. Il rejoint le bataillon à Seno, au Laos. La mission est d'y créer une base aéroterrestre afin de verrouiller la route donnant accès à la Cochinchine. Le séjour à Seno dure jusqu’à la mi-août 1953 puis le bataillon est transféré sur la côte du Sud Annam avant de participer à la difficile opération Brochet au Tonkin. Le 21 novembre 1953, le bataillon est largué sur Diên Biên Phù où, avec le 6e BPC de Bigeard et le 8e BPC de Touret, il forme le 1er groupement de parachutistes. Le 5 mars 1954 la 4e compagnie, commandée par Bernard Cabiro, se lance à l’assaut de la cote 781, où l'on pense que se trouve un canon vietminh. Très grièvement blessé aux jambes, il est évacué de Dien Bien Phu et rapatrié en France.

##### Ministère de la Défense nationale
Il y subit une douzaine d’opérations avant de pouvoir remarcher (il ne sera de nouveau classé apte à faire campagne qu’en 1956). Le 1er août 1955, il prend les fonctions d’aide de camp du général Koenig, alors ministre de la Défense nationale, jusqu’au départ de ce dernier à la suite d'un changement de gouvernement. Il demande alors à être affecté à une unité opérationnelle.

#### Guerre d'Algérie (1958 - 1961)
Muté au 20e bataillon de chasseurs portés, des Forces françaises en Allemagne, il suit le bataillon en Algérie mais ses blessures se rouvrent. Il rejoint l’hôpital Percy. Après la guérison, il est affecté à l’état major de la 5e DB à Landau en Allemagne.
Promu chef de bataillon le 1er octobre 1958, il part pour l'Algérie, affecté à l’état major du 2e REP à Philippeville. Il en assure le commandement opérationnel et devient peu après commandant en second du régiment.
Le 22 avril 1961 le putsch des généraux tente d’obliger le gouvernement à inverser sa politique algérienne. Le colonel Darmuzai, chef de corps du 2e REP, se déclare contre le putsch mais, dans une formule ambiguë, annonce aux officiers "la possibilité de choisir" dès le lendemain. Sollicité dans la nuit par les officiers, Bernard Cabiro, commandant en second du régiment, décide d’apporter son appui personnel et celui du 2e REP aux putschistes.
Après l'échec du putsch, il est interné à la prison de la Santé en même temps que le lieutenant-colonel Lecomte commandant du 14e RCP, le lieutenant-colonel Masselot commandant du 18e RCP et le lieutenant-colonel de la Chapelle commandant du 1er régiment étranger de cavalerie (1er REC), puis jugé par le Haut Tribunal militaire, il est condamné à un an de prison avec sursis le 3 juillet 1961 et rayé des cadres de l'armée.

### Après l'armée
Il mène dès lors une carrière civile. 
Réintégré dans son grade et admis dans le corps des officiers de réserve en 1974, il est élevé à la dignité de grand officier de la Légion d’honneur dont les insignes lui sont remis à Calvi, devant le 2e REP son ancien régiment, en 1978. 
L'année suivante, le 30 avril 1979, le commandant Cabiro est choisi pour « porter la main » du capitaine Danjou à Aubagne lors de la cérémonie annuelle de commémoration de Camerone. C'est la plus haute marque d'honneur que la Légion étrangère puisse donner à l'un de ses anciens.

## Décorations

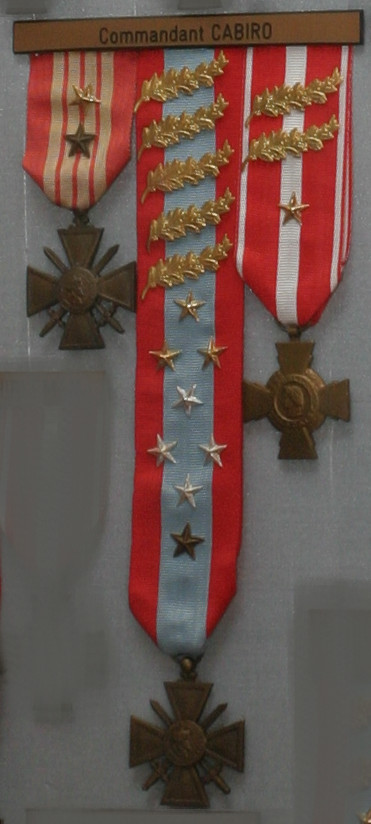
Les décorations du commandant Cabiro.

- Grand officier de la Légion d'honneur
- Croix de guerre 1939-1945 (3 citations)
- Croix de guerre des TOE (12 citations dont 5 à l’ordre de l’armée)
- Croix de la Valeur militaire (3 citations dont 2 à l’ordre de l’armée)
- Médaille coloniale
- Médaille commémorative de la Seconde Guerre mondiale
- Médaille commémorative de la campagne d’Indochine
- Médaille commémorative des opérations de sécurité et de maintien de l’ordre en AFN
- Officier de l’Ordre national du Viêt Nam

## Publications
En 1987, Bernard Cabiro a publié ses souvenirs aux éditions Plon sous le titre Sous le béret vert. Ces souvenirs ont été réécrits par son fils Olivier Cabiro, qui y a notamment ajouté une part importante du manuscrit que Plon n'avait pas retenue, relative à la Seconde Guerre mondiale. Cette réédition est parue en 2010 chez l'éditeur Indo éditions sous le titre Une vie de guerre : 1940 - 1961.
Par ailleurs, les faits d'armes de Bernard Cabiro sont mentionnés dans un grand nombre d'ouvrages d'histoire militaire des guerres d'Indochine et d'Algérie.

## Sources biographiques
- Centre de documentation de la Légion étrangère
- François Cochet, Rémy Porte et Ivan Cadeau, Dictionnaire de la guerre d'Indochine, Paris, Place des éditeurs, 2021 (lire en ligne), p. 147.